# خوينيكي
خوينيكي (بالبيلاروسية: Хойнікі) هي مدينة في غومل أوبلاست في روسيا البيضاء. تبعد عن مدينة غوميل مسافة 105 كلم. يبلغ عدد سكانها 13800 نسمة.
تم ذكره لأول مرة في كتابات عام 1504 كمستوطنة لدوقية ليتوانيا الكبرى. تم ضم المستوطنة إلى الإمبراطورية الروسية بعد التقسيم الثاني لبولندا عام 1793. من عام 1927 - كعضو في جمهورية بيلاروسيا الاشتراكية السوفياتية . من عام 1938 - قرية حضرية. من 25 أغسطس 1941 إلى 23 نوفمبر 1943 ، كانت تحت الاحتلال الألماني. تأثرت Hojnik والمنطقة المحيطة بها بشكل كبير بكارثة تشيرنوبيل النووية في 26 أبريل 1986 .